# Vétheuil
Vétheuil község Franciaországban, Val-d’Oise megyében fekszik. Lakosainak száma 867 fő (2022. január 1.).

## Földrajza
Vétheuil Chérence, Follainville-Dennemont, Moisson, Saint-Martin-la-Garenne, Haute-Isle, Saint-Cyr-en-Arthies, Vienne-en-Arthies és Villers-en-Arthies községekkel határos.

## A település nevezetes lakosai

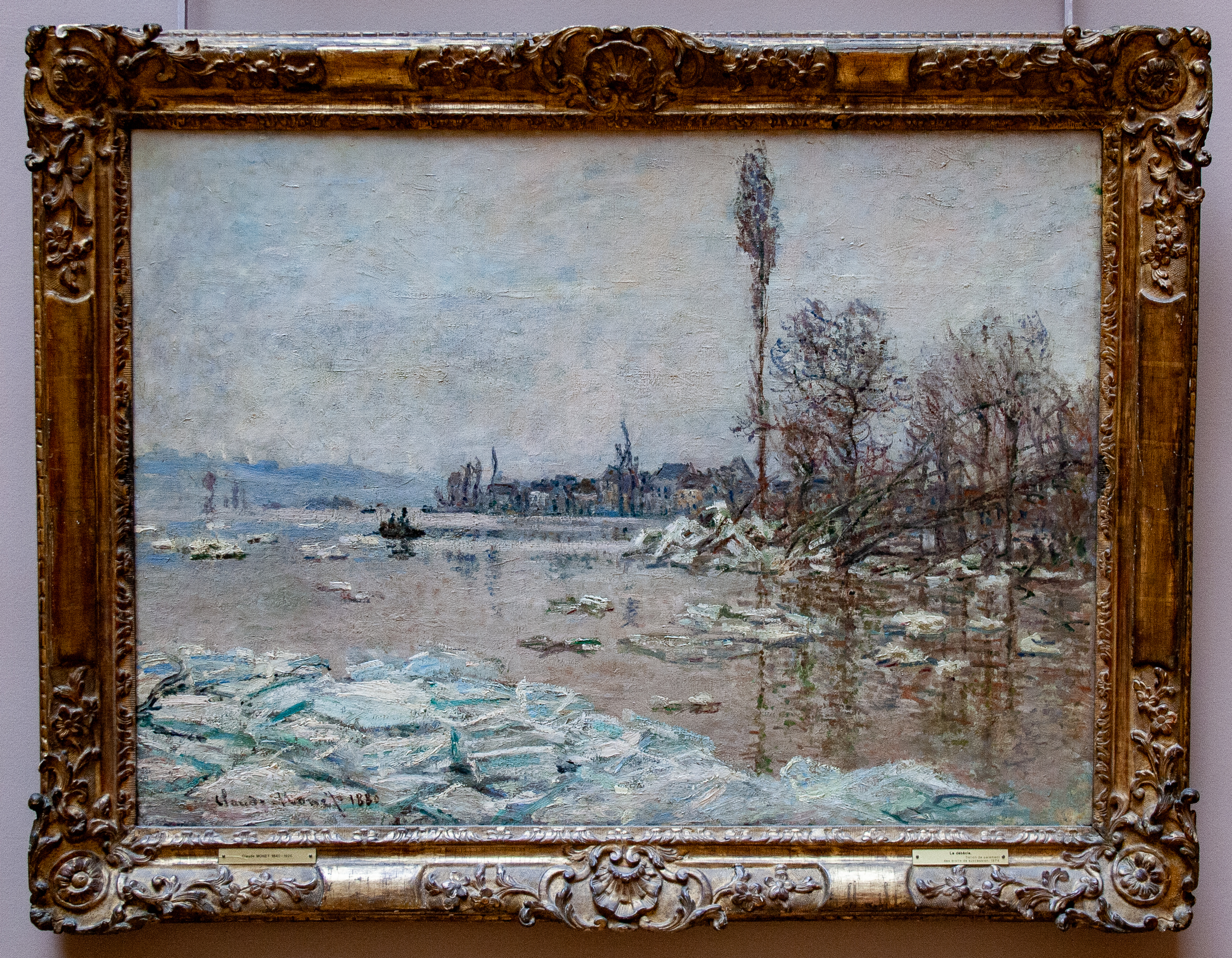
Jeges árvíz a Szajnán Vétheuil mellett. Monet festménye a Palais des Beaux-Arts de Lilleben

Claude Monet impresszionista festő Vétheuilben élt 1878 és 1881 között és mintegy 150 festményt festett itt.